# Râul Doroșcani
Râul Doroșcani este un curs de apă, afluent al râului Hărpășești. 